# South Saturn Delta
South Saturn Delta kompilacijski je album američkog glazbenika Jimija Hendrixa, postumno objavljen 1998. godine od izdavačke kuće MCA Records. Sastoji se od nedovršenog materijala i demosnimki na kojima je Hendrix radio prije svoje smrti 1970. godine.

## O albumu
Ova kompilacija sadrži snimke iz cijele Hendrixove glazbene karijeri, uključujući i inkarnacije The Jimi Hendrix Experience, Woodstock's Gypsy Sun And Rainbows i Band Of Gypsys.
Nakon što je Hendrixova obitelj 1995. godine stekla prava nad njegovom glazbom, potpisuju ugovor s izdavačkom kućom MCA Records za objavu rijetkog i novootkrivenog materijala. Prvi album izdan pod ovim ugovorom bio je First Rays of the New Rising Sun, objavljen 1997. godine s kojim se pokušao dovršiti materijal što ga je Hendrix radio prije svoje smrti. South Saturn Delta slijedi nekoliko mjeseci kasnije te sadrži kompilaciju neobjavljenog materijala. Na popisu pjesama nalaze se i neke već objavljene snimke na kao što su "Look Over Yonder", "Pali Gap" (Rainbow Bridge), "Bleeding Heart", "Tax Free", "Midnight" (War Heroes),  "The Stars That Play with Laughing Sam's Dice", "Drifter's Escape" (Loose Ends) te novi miks pjesme "All Along the Watchtower".
"Look Over Yonder" obrada je skladbe iz 1968. godine koju originalno izvodi sastav The Jimi Hendrix Experience. "Little Wing" demosnimka je koju su isključivo izvodili Hendrix i Mitch Mitchell, a glazbeno je vrlo slična skladbi "Angel". "Here He Comes (Lover Man)" poznata je Hendrixova pjesma koju je najčešće izvodio na koncertima, a prije nije objavljena niti na jednom albumu (kasnije, 2010. godine, objavljena je na albumu Valleys of Neptune pod nazivom "Lover Man"). "South Saturn Delta" funky-jazz je pjesma u kojoj uz gitare prevladavaju dionice na trubi. "Power of Soul" i "Message to the Universe (Message to Love)" studijske su verzije pjesama sastava Band of Gypsys, a prethodno izvođene od Hendrixovog Woodstock sastava Gypsy Sun and Rainbows. "Tax Free" studijska je pjesma koju je napisao švedski instrumentalni dvojac Bo Hansson i Rune Carlsson, a Hendrix ju je povremeno izvodio na koncertima. "All Along the Watchtower" prethodno je objavljena na albumu Electric Ladyland, ali ovo je rana verzija miksana od strane  Chasa Chandlera. Stereo miks "The Stars That Play with Laughing Sam's Dice" (originalno se nalazi na B-strani singla "Burning of the Midnight Lamp"), preuzeta je s albuma Loose Ends, objavljenog 1974. godine u Europi i Japanu. "Midnight" je instrumental preuzet s albuma Electric Ladyland. "Sweet Angel" rana je demoverzija pjesme "Angel" koja uključuje Hendrixa na svim instrumentima i korištenje primitivne ritam mašinu (originalna vrpca vremenom je oštećena ali to je bio jedini izvor za ovu pjesmu). "Bleeding Heart" temelji se na starim blues pjesmama, a pojavljuje se na albumu War Heroes iz 1972. i Blues iz 1994. godine. "Pali Gap" je instrumentalna skladba. "Drifter's Escape" cover je skladba originalno napisana od Boba Dylana, prethodno objavljena na albumu Loose Ends. "Midnight Lightning" Hendrixov je delta blues demosnimak.

## Popis pjesama
Sve pjesme napisao je Jimi Hendrix, osim gdje je to drugačije naznačeno.
| Br. | Skladba                                        | Autor     | Trajanje |
| --- | ---------------------------------------------- | --------- | -------- |
| 1.  | »Look Over Yonder«                             |           | 3:25     |
| 2.  | »Little Wing«                                  |           | 2:44     |
| 3.  | »Here He Comes (Lover Man)«                    |           | 6:33     |
| 4.  | »South Saturn Delta«                           |           | 4:07     |
| 5.  | »Power of Soul«                                |           | 5:20     |
| 6.  | »Message to the Universe (Message of Love)«    |           | 6:19     |
| 7.  | »Tax Free" (Bo Hansson)«                       |           | 4:58     |
| 8.  | »All Along the Watchtower«                     | Bob Dylan | 4:01     |
| 9.  | »The Stars That Play with Laughing Sam's Dice« |           | 4:20     |
| 10. | »Midnight«                                     |           | 5:32     |
| 11. | »Sweet Angel (Angel)«                          |           | 3:55     |
| 12. | »Bleeding Heart" (Elmore James)«               |           | 3:15     |
| 13. | »Pali Gap«                                     |           | 5:08     |
| 14. | »Drifter's Escape«                             | Bob Dylan | 3:05     |
| 15. | »Midnight Lightning«                           |           | 3:07     |

## Izvođači
- Jimi Hendrix - vokal, električna gitara, prateći vokal
- Buddy Miles - bubnjevi, udaraljke, prateći vokali
- Mitch Mitchell - bubnjevi, prateći vokali
- Larry Faucette, Juma Sultan, Jerry Velex, Brian Jones - udaraljke
- Dave Mason - gitara (dvanaestica)
- Noel Redding, Billy Cox - prateći vokali

### Produkcija
- Producent: Jimi Hendrix, Chas Chandler, Eddie Kramer, Mitch Mitchell, John Jansen
- Kompilacijski producent: Jane Hendrix, Eddie Kramer, John McDermott
- Tehničari: Angel Balestier, Eddie Kramer, Bob Hughes, Gary Kellgren, Jack Adams.
- Miks zvuka: Eddie Kramer, Jimi Hendrix, John Jansen, John Seymour
- Remaster zvuka: Eddie Kramer, George Marino
- Remiks zvuka: Eddie Kramer
- Zabilješke na omotu albuma: John McDermott.

## Vanjske poveznice
- Discogs - recenzija albuma